# Coppa del mondo di calcolo mentale
La Coppa del mondo di calcolo mentale (Mental Calculation World Cup) è una competizione internazionale di calcolo mentale che si svolge dal 2004 con cadenza biennale. La prima edizione si è svolta il 30 ottobre 2004 ad Annaberg-Buchholz in Germania.
I partecipanti devono eseguire vari tipi di calcoli aritmetici e di calendario, interamente a mente, entro un determinato tempo limite. Viene fornito un foglio di carta e una penna, utilizzabili solo per scrivere il risultato finale. In alcuni casi è possibile dire solo verbalmente il risultato finale. In base alla correttezza dei risultati e al tempo impiegato viene stilata una classifica per ciascuna prova. Il vincitore di ciascuna prova viene dichiarato "campione del mondo" per quel determinato tipo di calcolo.
In base alla media dei risultati nelle varie prove viene stilata una classifica complessiva, il cui vincitore viene dichiarato "campione del mondo assoluto di calcolo mentale".
Il programma prevede quattro tipi di calcolo principali:
- addizione di dieci numeri di 10 cifre: dieci prove con un tempo massimo complessivo di 10 minuti;
- moltiplicazione di due numeri di 8 cifre: dieci prove entro 15 minuti complessivi;
- radice quadrata di numeri di 6 cifre: dieci prove entro 15 minuti, con cinque cifre decimali esatte;
- date di calendario, due serie di date tra gli anni 1600 e 2100, ciascuna entro un minuto. La prova consiste nel dire il giorno della settimana corrispondente ad una determinata data.

## Vincitori delle prime sei edizioni
2004 –  Annaberg-Buchholz, 30 ottobre 2004 (17 partecipanti di 10 paesi)
- Addizione: Alberto Coto García (Spagna): 10 risultati esatti in 5' 50" (record mondiale)
- Moltiplicazione: Alberto Coto Garcia (Spagna): 8 risultati esatti
- Radice quadrata: Jan van Koningsveld (Germania)
- Calendario: Matthias Kesselschläger (Germania): 33 risultati esatti (record mondiale)

Il titolo assoluto è stato vinto da Robert Fountain del Regno Unito.
2006 –  Gießen, 4 novembre 2006 (26 partecipanti di 11 paesi)
- Addizione: Jorge Arturo Mendoza (Perù): 10 risultati esatti
- Moltiplicazione: Alberto Coto García (Spagna)
- Radice quadrata: Robert Fountain (Regno Unito)
- Calendario: Matthias Kesselschläger (Germania)

Il britannico Robert Fountain ha mantenuto il titolo di campione del mondo assoluto di calcolo mentale.
2008 –  Lipsia, 1º luglio 2008 (28 partecipanti di 12 paesi)  
- Addizione: Alberto Coto García (Spagna): 10 risultati esatti in 4' 26" (record mondiale)
- Moltiplicazione: Alberto Coto Garcia (Spagna): 10 risultati esatti in 8' 25" (record mondiale)
- Radice quadrata: Jan van Koningsveld (Germania)
- Calendario: Jan van Koningsveld (Germania): 40 risultati esatti

Lo spagnolo Alberto Coto Garcia ha vinto il titolo di campione del mondo assoluto. 
2010 –  Magdeburgo, 6-7 giugno 2010 (33 partecipanti di 13 paesi) 
- Addizione: Alberto Coto García (Spagna): 10 risultati esatti in 3' 42" (record mondiale)
- Moltiplicazione: Marc Jornet Sanz (Spagna): 10 risultati esatti in 4' 56" (record mondiale) [2]
- Radice quadrata: Priyanshi Somani (India): 10 risultati esatti in 6' 51" (record mondiale)
- Calendario: Yusnier Viera (Cuba): 48 risultati esatti (record mondiale)

Lo statunitense Gerald Newport ha vinto una prova speciale comprendente sei calcoli a sorpresa, ed è stato dichiarato "calcolatore mentale più versatile del mondo".
L'enfant prodige indiana Priyanshi Somani, di 11 anni, ha vinto il titolo assoluto.
2012 –  Gießen, 30 settembre-1º ottobre 2012 (32 partecipanti di 16 paesi) 
- Addizione: Naofumi Ogasawara (Giappone): 10 risultati esatti in 3' 11" (record mondiale)
- Moltiplicazione: Freddis Reyes Hernández (Cuba): 10 risultati esatti in 6' 01"
- Radice quadrata: Naofumi Ogasawara (Giappone): 8 risultati esatti
- Radice cubica: Jan van Koningsveld (Germania)
- Calendario: Myagmarsuren Tuuruul (Mongolia): 57 risultati esatti (record mondiale)

Il giapponese Naofumi Ogasawara si è aggiudicato la prova comprendente cinque quesiti a sorpresa, rispondendo esattamente a tutti. Il cubano Freddis Reyes Hernández si è aggiudicato il Memoriad Trophy, per il miglior risultato complessivo nelle quattro prove principali: addizione, moltiplicazione, radice quadrata e calendario. Il titolo assoluto è andato al cinese Hua Wei Chan, per la miglior media complessiva sulle dieci prove previste.
2014 –  Dresda, 11-12 ottobre 2014 (40 partecipanti di 18 paesi)
- Il titolo assoluto è stato vinto dal tredicenne indiano Granth Thakkar, al secondo posto lo spagnolo Marc Jornet Sanz, al terzo il giapponese Chie Ishikawa.[4]